# Geoffroyus
Geoffroyus és un gènere d'ocells de la família dels psitàcids.

## Llistat d'espècies
Aquest gènere està format per quatre espècies:
- lloret cara-roig (Geoffroyus geoffroyi).
- lloret de collar blau (Geoffroyus simplex).
- lloret capgroc (Geoffroyus heteroclitus).
- lloret de l'illa de Rennell (Geoffroyus hyacinthinus).